# Encarnação (Metro de Lisboa)
Encarnação es una estación de la línea Roja del metro de Lisboa, Portugal, inaugurada el 17 de julio de 2012 para concretar la expansión de la línea hasta Aeroporto, la estación que conecta la red con el Aeropuerto Humberto Delgado (Portela).
Fue diseñada por el arquitecto Alberto Barradas y desde 2022 tiene intervenciones a cargo de la artista plástica belga Françoise Schein, con una obra titulada Mapeamento Inacabado do Conhecimento, un panel de 12 metros de largo y 2,5 de altura con 32 esculturas.
Está equipada para atender a pasajeros con movilidad reducida y dispone de ascensores y escaleras mecánicas.
Funciona todos los días del año, de 06:30 a 1:00.
El 5 de mayo de 2025 se interrumpió la circulación del metro en la estación luego de que una niña de 13 años muriera atropellada por un vagón.